# قانون متكالف

اذا كان بحوزتنا جهازي هاتف فممكن إنشاء اتصال واحد ووحيد بينهما. اما إذا كان بحوزتنا 5 اجهزه فممكن إنشاء 10 اتصالات؛ و 12جهاز يمكنونا من إنشاء 66 اتصال.

ينص قانون ِمتكالف على الآتي: «إن نجاعة أي شبكة اّتصال تتـناسب مع ُمرّبع حجـمها».
وقد صيغ بهذا الشكل من قبل جورج غيلدر George Gilder في عام  1993، ونسب إلى روبرت متكالف Robert Metcalfe فيما يتعلق بإلايثرنت، وقد صيغ قانون متكالف لأول مره حوالي عام 1980، كقانون «الأجهزة المتوافقة التواصل» (على سبيل المثال: أجهزة الفاكس والهواتف، الخ.). وفقط في الآونة الأخيرة مع انطلاق شبكةالإنترنت تم تطبيق هذا القانون وانتقاله للمستخدمين والشبكات.
لفهم هذا النص، يجب أن نتو ّقف عند التوضيح الآتي:
إذا كان حجم شبكة ا ّتصال هو N، فإن عدد الخطوط التي تصل بين كل اثنين هو N(N-1)/2، وعدد الا ّتصالات الكلي سيصل إلى (N(N-1 الذي ُيمثل نجاعة أو قوة هذه الشبكة. لكن كلما َكُبَر N، تقترب قيمة N-1 من قيمة N، ولذلك تقترب نجاعة الشبكة من (N(N، أي من ُمر ّبع حجم الشبكة. من هنا، ُيمكن فهم قانون متكالف بصيغة أخرى:
«إذاكُبرحجم شبكة n مّرات، فإن نجاعتها ستكبر بمقدار ُمرّبع n، أي (n2)»
مثال: إذا تضاعف حجم شبكة 5 مرات، فإن نجاعة الشبكة ستتضاعف 25 مرة (أي: 5 قُوة 2، وهي ُمر ّبع العدد 5، الذي ُيمثل حجم الشبكة).